# Tegano vermiamicus
Tegano vermiamicus is een vlokreeftensoort uit de familie van de Melitidae. De wetenschappelijke naam van de soort is voor het eerst geldig gepubliceerd in 2003 door Bamber.